# 太华镇 (大田县)
太华镇，是中华人民共和国福建省三明市大田县下辖的一个乡镇级行政单位。

## 行政区划
太华镇下辖以下地区：
玉井村、群团村、华溪村、小华村、温坑村、仕坑村、魁城村、张地村、万湖村、西埔村、菖坑村、甲魁村、汤泉村、罗丰村、池元村、德安村、高星村、黄沙村、锦溪村、泮车村、华山村、坑头村、大合村和太华村。